# Anasztaszija Alekszandrovna Lagina
Anasztaszija Alekszandrovna Lagina (cirill betűkkel: Анастасия Александровна Лагина, Jaroszlavl, 1995. augusztus 11. –) világbajnoki bronzérmes orosz kézilabdázó, a Lada Togliatti játékosa.

## Pályafutása

### Klubcsapatokban
Kilencéves korában kezdett el kézilabdázni. Felsőfokú tanulmányait a Togliatti Állami Egyetemen végezte.
2011 és 2016 között a Zvezda Zvenyigorod játékosa volt, egy évet pedig a moszkvai Lucs csapatánál töltött, mielőtt 2017 nyarán a Lada Togliatti szerződtette. 2013-ban utánpótlás bajnokságot nyert, a Ladával pedig az orosz élvonalban szerzett ezüstérmet 2018-ban és 2019-ben.

### A válogatottban
2019-ben mutatkozott be az orosz válogatottban és tagja volt az év végi világbajnokságon bronzérmet szerző csapatnak is.